# 우드랜즈역

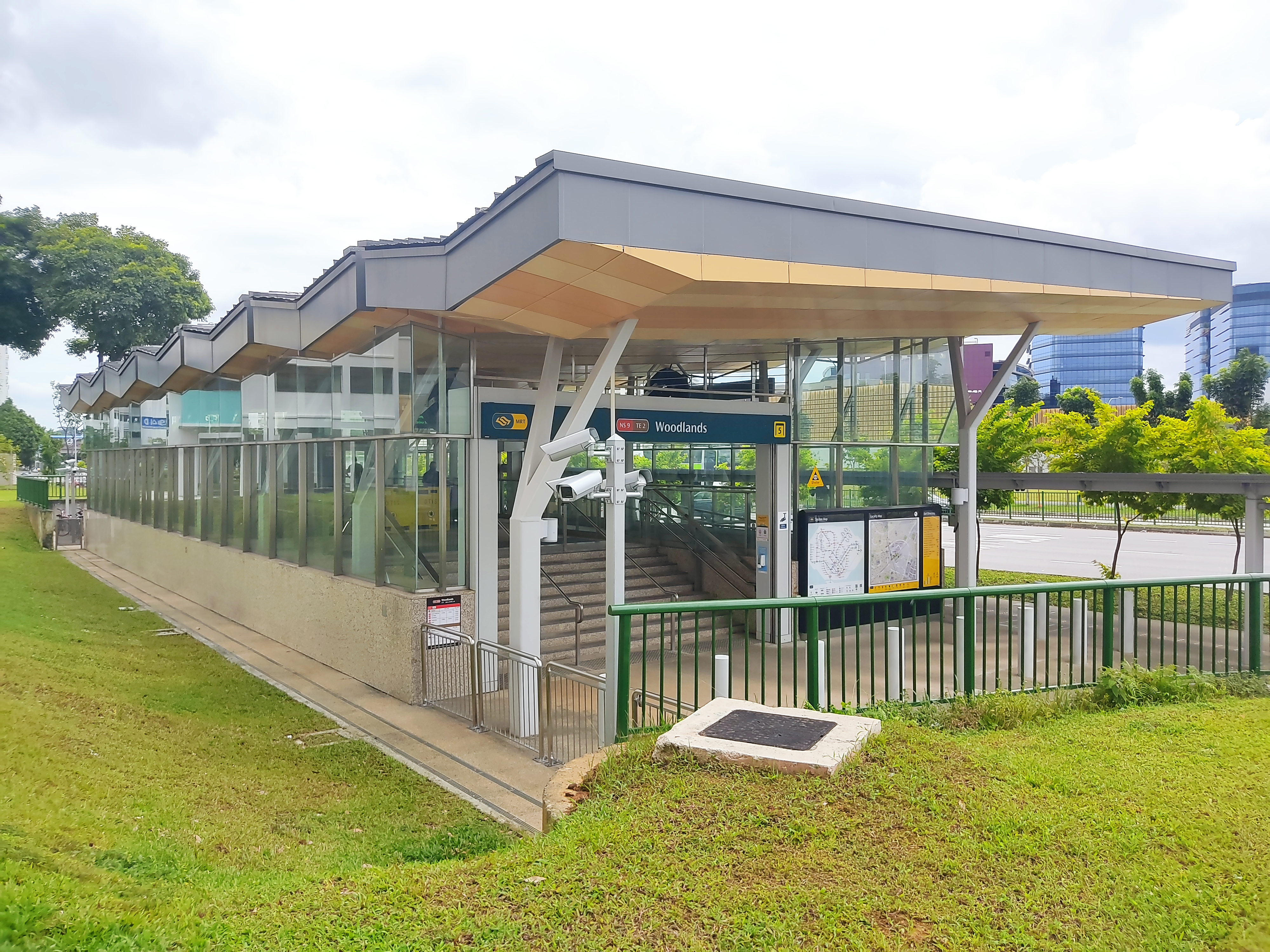

우드랜즈역(Woodlands MRT station)은 싱가포르의 노스사우스선(NSL) 및 톰슨-이스트 코스트(TEL) 노선에 있는 MRT(Mass Rapid Transit) 환승역이다. 우드랜즈에 위치한 MRT 역은 NSL 역 아래에 지하 버스 환승 시설을 갖춘 최초의 역이었다. 이 역은 코즈웨이 포인트(Causeway Point)와 우드랜드 시민 센터(Woodlands Civic Centre)를 포함한 주변 개발 지역과도 통합되어 있다.
NSL 역은 우드랜즈 MRT 확장의 일부로 1991년 11월에 처음 발표되었다. 1996년 2월 10일에 완공된 고가역은 베이지색과 녹색 타일로 된 원형의 통 모양의 지붕을 가지고 있다. 역 근처에는 민찬의 페이시스 II(Faces II) 조각상이 전시되어 있다.
2020년 1월 31일 TEL 1단계 개통으로 우드랜즈역은 TEL과의 환승역이 되었다. 민방위 대피소로 지정된 TEL 플랫폼은 넓고 밝은 조명을 위해 갈색, 회색 및 녹색 구성으로 설계되었다. 테렌스 린(Terence Lin)의 집으로 돌아간 여행에 대한 그날의 생각이 TEL 역 벽에 전시되어 있다.